# Білий Черемош
Бі́лий Че́ре́мош — річка в Українських Карпатах (на Гуцульщині), на межі Верховинського району Івано-Франківської області та Путильського району Чернівецької області. Правий витік Черемошу (разом з Чорним Черемошем дають початок Черемошу). Басейн Дунаю.
Довжина 51 км, площа водозбірного басейну 632 км². Похил річки 9,5 м/км, місцями 14 м/км.

## Гідрологічний режим
Долина звивиста, переважно V-подібна, завширшки від 80–120 до 350 м. Долина з дуже стрімкими схилами, вкритими хвойними лісами, лише ближче до гирла з'являються невеликі розширення долини, де розміщені села. Річище помірно звивисте, з пересічною шириною 15–25 м, найбільша — 44 м. Є пороги (висота падіння до 1,6 м) та бистрини з дуже швидкою течією. Для водного режиму характерні весняні паводки під час танення в горах снігів. Швидко піднімається вода і влітку під час короткочасних злив. Живлення мішане, з переважанням снігового та дощового. Льодостав утворюється наприкінці грудня — на початку січня, скресає у березні. Гідрологічний пост біля с. Яблуниці.

## Розташування
Білий Черемош утворюється на північний захід від села Сарати, у місці злиття двох витоків: лівого Перкалаб (найпівденніша річка Українських Карпат) та правого Сарати. Численні потічки, з яких утворюється річка Перкалаб, розташовані на південно-східних схилах масиву Гриняви і західних схилах хребта Чорний Діл, з обривистими скелями, печерами у вапняках та унікальним рослинним світом (найвища точка — гора Чорний Діл, 1 493 м). Головні витоки Перкалабу розташовані на території Румунії в горах Мармароського масиву. Річка Сарата бере початок на південних схилах хребта Томнатикул (Томнатик), що у Яловичорських горах.
Білий Черемош тече переважно на північ вузькою долиною, яка є природною межею між Галичиною і Буковиною. Гирло розташоване біля села Устеріки, в межах Верховинсько-Путильського низькогір'я.

## Притоки
Яловичера, Лопушна, Стреженський, Калела, Дутця, Доней, Марониці (праві); Срибник, Гостовець, Пробійна, Кєкача, Яблуницький, Кохан (ліві)

## Історія
Річка довгий час була державним кордоном між Річчю Посполитою і Молдовою (Османська імперія). З 1919 року по 1939 рр. — кордоном між Польщею та Румунією.
Колись на річці були водорегулювальні споруди — клявзи, гамованки, греблі й ін. Вони накопичували воду в невеликих водосховищах, щоб використовувати її для сплаву лісу. Ця система діяла увесь рік, за винятком деяких зимових місяців. Нині залишилися лише спомини про екзотичну трудову професію гірської річки у пам'яті, віршах і піснях про відважних плотогонів — бокорашів. Тепер про бокорашів лише згадують: «дараби» вже стали легендою. У серпні 1979 року Черемошем пройшов останній пліт карпатського лісу. Нині водорегулювальні споруди розібрані, і Білий Черемош увійшов у своє звичне річище, яке влітку міліє, а навесні і під час злив наповнене і бурхливе.

## Населені пункти
Нижній Яловець, Голошина (Верховинський район), Голошина (Путильський район), Плай, Яблуниця (Верховинський район), Яблуниця (Путильський район), Черемошна, Конятин, Полянки, Довгопілля, Довгополе, Стебні (Верховинський район), Стебні (Путильський район).